# Manfred Weißleder

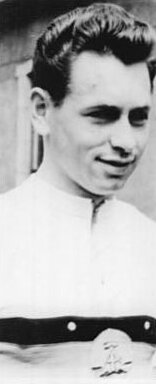
Manfred Weißleder (1961)

Manfred Weißleder (* 9. Februar 1939 in Weimar) ist ein ehemaliger deutscher Radrennfahrer, der in den 1950er- und 1960er-Jahren im DDR-Radsport aktiv war.

## Sportkarriere
Weißleder wurde vom Weimarer Radsportidol Bernhard Trefflich zum Radsport animiert und bestritt 1955 in seiner Heimatstadt sein erstes Radrennen. Seine Leistungssportkarriere absolvierte Weißleder beim SC Wismut Karl-Marx-Stadt und konnte in der Männerklasse schon 1957 als 18-Jähriger beim internationalen Straßenrennen Rund um die Solitude in Stuttgart den 2. Platz erkämpfen und eine Etappe der DDR-Rundfahrt (Gesamtwertung 7.) gewinnen. So wurde er bereits 1958 in die DDR-Nationalmannschaft für die Ägypten-Rundfahrt berufen, die er als 15. im Gesamtklassement beendete. 1959 gewann er zwei Etappen der 9-Provinzen-Rundfahrt in Belgien, war auch bei der DDR-Rundfahrt wieder Etappensieger und Bester der Bergwertung, sowie Elfter der Gesamtwertung. Danach vertrat Weißleder die DDR bei den UCI-Straßen-Weltmeisterschaften, wo er im hinteren Hauptfeld als 60. ins Ziel kam. Es blieb seine einzige WM-Teilnahme.
1960 wurde er anstelle des erkrankten Günter Lörke für das DDR-Aufgebot zur Internationalen Friedensfahrt nachnominiert. Mit vier Etappensiegen war er maßgeblich am Gesamtmannschaftssieg der DDR beteiligt und wurde als Elfter im Einzelklassement drittbester DDR-Fahrer. An drei Tagen war er Spitzenreiter und Träger des Gelben Trikots bei der Friedensfahrt.
Im selben Jahr wurde er mit der Mannschaft des SC Wismut Karl-Marx-Stadt DDR-Meister im 100-km-Mannschaftszeitfahren. Auch an der Friedensfahrt 1961 nahm er teil und belegte abermals den 11. Platz im Gesamtklassement. Anschließend siegte er beim traditionsreichen Eintagesrennen Rund um Berlin und konnte 1962 den Vizemeistertitel bei der DDR-Einzelmeisterschaft und den Sieg im Großen Diamant-Preis erkämpfen. Im selben Jahr erreichte er auch seine beste Platzierung bei der DDR-Rundfahrt, als er Fünfter der Gesamtwertung mit zwei Etappensiegen werden konnte. 1963 startete er zum dritten Mal bei der Friedensfahrt, konnte die Prämie an der Steilen Wand von Meerane gewinnen und wurde 27. des Gesamtklassements im „Blauen Trikot“ des besten Teams der Mannschaftswertung.
Weißleder, Spitzname „Lack“, war für die DDR-Sportfunktionäre ein unbequemer Sportler. Bei der Friedensfahrt 1961 sorgte er für Aufsehen, als er mit der Luftpumpe auf den sowjetischen Fahrer Juri Melichow losging, nachdem dieser ihn unfair behindert hatte. Damit hatte er gegen die politisch hoch gehandelte deutsch-sowjetische Freundschaft verstoßen. Nachdem er später auch noch die Trainingsmethoden kritisierte und ihm mangelnder Kollektivgeist bei der deutsch-deutschen Olympiaausscheidung vorgeworfen wurde, schloss der DDR-Verband ihn nach der Saison 1964 aus dem SC Karl-Marx-Stadt und dem Nationalmannschaftskader aus. Damit vereitelte man auch die Chance zur Olympiateilnahme in Tokio, obwohl er das zweite Qualifikationsrennen in Erfurt als Sieger beendet hatte. In der Jugoslawien-Rundfahrt 1964 hatte er noch eine Etappe gewonnen. Er fuhr danach für die BSG Wismut Karl-Marx-Stadt Süd und beendete mit Saisonende 1964 seine sportliche Laufbahn enttäuscht im Alter von nur 25 Jahren. Ein Jahr zuvor war ihm zusammen mit der siegreichen Friedensfahrt-Mannschaft der Vaterländische Verdienstorden in Bronze verliehen worden.